# Leuchtenberkové
Leuchtenberkové je název několika šlechtických rodů, majících převážně bavorský původ či titul. K roku 1360 je zaznamenáno, že císař Karel IV. udělil Dětřichovi z Portic znak páva vymřelých pánů z Leuchtenberka. Další rod pánů, hrabat a nakonec lankrabat z Leuchtenberka, užívající znak modrého břevna ve stříbrném poli, vymřel roku 1646. Titul vévoda z Leuchtenberka byl roku 1817 přiznán Bavorskem Eugenu de Beauharnais, nevlastnímu synovi císaře Napoleona a zeti bavorského krále Maxmiliána. V letech 1889 a 1890 byly pak v rámci této rodiny uděleny totožné ruské tituly.

## Lankrabata
Lankrabata z Leuchtenberka (německy Landgrafen von Leuchtenberg) byli významným říšským rodem, vládnoucím v Leuchtenbergu v Horní Falci. Kořeny rodu sahají do sklonku 12. století, kdy Děpolt I. hrabě z Leuchtenberka získal dědictví po vymřelých lankrabatech ze Steflingenu včetně lankraběcích práv. Řada příslušníků rodu měla kontakty s českými zeměmi.
Významnou úlohu v Českém království sehrával Oldřich z Leuchtenberka († 1334), jeden z německých rádců Jana Lucemburského a jeho pozdější vyslanec na papežském dvoře v Avignonu. Jeho syn Johann I. z Leuchtenberka se oženil s Mecelou, dcerou Petra  I. z Rožmberka.
Patrně nejvýznamnějším členem rodu byl Jiří Ludvík (1563–1613), prezident Říšské dvorské rady, správce nejvyššího hofmistrovského úřadu a rytíř Řádu zlatého rouna. Jeho vnukem Maxmiliánem Adamem vymřel roku 1646 celý rod po meči, dědictví připadlo Albrechtu VI. Bavorskému, manželu Maxmiliánovy tety Matildy.

## Leuchtenberk v letech 1646–1817
Albrecht Bavorský užíval titul lankraběte leuchtenberského do roku 1650, kdy celé panství vyměnil za hrabství Haag se svým starším bratrem kurfiřtem Maxmiliánem. Ten panství i titul vzápětí udělil svému druhorozenému Maxmiliánu Filipovi, který však roku 1705 zemřel bezdětný.
Jeho dědicem se stal kurfiřt Maxmilián II. Emanuel, bojující v té době proti císaři Josefovi. Císař Maxmiliána v následujícím roce uvrhl do klatby, Leuchtenberg zkonfiskoval a roku 1708 udělil svému nejvyššímu štolbovi Leopoldu Matyášovi knížeti z Lamberka. Lamberkové však panství ani titul ve víru mocenské politiky neudrželi, když byl v souvislosti s ukončením válek o španělské dědictví vrácen bádenským mírem Leuchtenberk zpět Wittelsbachům. Ti potom užívali lankraběcího titulu až do roku 1806, kdy se stali králi bavorskými.

## Vévodové

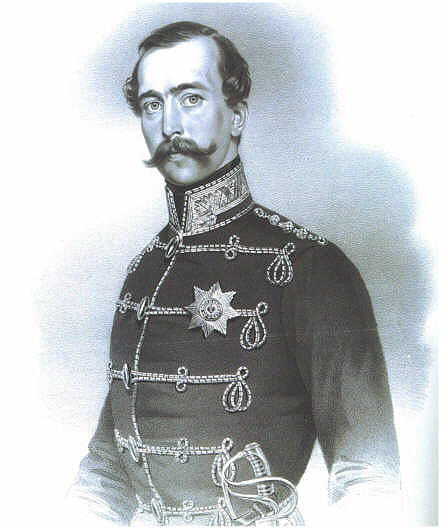
Maxmilián, 3. vévoda z Leuchtenberka

Augusta, dcera prvního bavorského krále Maxmiliána, se v lednu 1806 provdala za nevlastního Napoleonova syna Eugena de Beauharnais, kterému jeho tchán udělil dne 14. listopadu 1817 titul vévody z Leuchtenberka a knížete z Eichstättu.
Děti Evžena a Augusty prosluly významnými sňatky:
- nejstarší Josefína se provdala za švédského krále Oskara;
- mladší Hortensie za knížete z Hohenzollernu-Hechingenu;
- August, druhý vévoda z Leuchtenberka, se v posledním roce svého života stal manželem portugalské královny Marie II.;
- Amélie byla ženou brazilského císaře Petra. I.;
- nejmladší Maxmilián, 3. vévoda z Leuchtenberka, byl zetěm ruského cara Mikuláše I. a přesídlil se svou rodinou do Ruska.

Maxmiliánovi starší synové, vévodové Mikuláš a Evžen, měli nerovnorodé svazky s ruskými šlechtičnami. Druhé Evženově ženě Zinaidě byl proto v roce 1889 udělen ruský titul vévodkyně z Leuchtenberka ad personam. Mikulášův vztah s Naděždou Sergejevnou Anněnkovou je komplikován nejasnostmi o tom, zda byli či nebyli sezdáni. Jejich dětem byl proto v roce 1890 také udělen ruský titul vévody z Leuchtenberka, za dědice bavorského vévodského titulu je však v této souvislosti často považován nejmladší Maxmiliánův syn Jiří. Jiřího potomci po meči vymřeli roku 1974, jedinými v současnosti žijícími mužskými členy rodu jsou tak potomci vévody Mikuláše.